# Rhorus subfasciatus
Rhorus subfasciatus är en stekelart som först beskrevs av Stephens 1835.  Rhorus subfasciatus ingår i släktet Rhorus och familjen brokparasitsteklar. Inga underarter finns listade i Catalogue of Life.